# Туросль (Підляське воєводство)
Туросль (пол. Turośl) — село в Польщі, у гміні Турошль Кольненського повіту Підляського воєводства.
Населення — 599 осіб (2011).
У 1975-1998 роках село належало до Ломжинського воєводства.

## Демографія
Демографічна структура станом на 31 березня 2011 року:
|          | Загалом | Допрацездатний вік | Працездатний вік | Постпрацездатний вік |
| -------- | ------- | ------------------ | ---------------- | -------------------- |
| Чоловіки | 306     | 69                 | 213              | 24                   |
| Жінки    | 293     | 71                 | 175              | 47                   |
| Разом    | 599     | 140                | 388              | 71                   |